# بخش لدسما
بخش لدسما (به اسپانیایی: Departamento Ledesma) یک منطقهٔ مسکونی در آرژانتین است که در استان خوخوی واقع شده‌است. بخش لدسما ۴۷۲ متر بالاتر از سطح دریا واقع شده‌است.